# Иван Чолеев
Иван Янакиев Чолеев е български учен и университетски преподавател, географ, картограф, професор, доктор на географските науки. Той е един от доайените на българската картография.

## Биография и научни приноси
Роден е на 15 март 1947 година в Каменица, Чепино или Лъджене, едно от трите села, които днес съставяляват град Велинград. 
През 1971 година завършва специалност „география“ в Софийския университет. От 1974 г. е част от преподавателския състав на учебното заведение. Във връзка с научната си дейност, през 1975 г. за кратко е командирован във Виетнам. Първоначалните му научни интереси са в областта на климатологията и геоморфологията – защитава дисертация на тема „Образно-знаково моделиране на Западнородопското геоморфоложко пространство“. По-късно се ориентира към картографията и е дългогодишен преподавател по „Математическа география и картография“. Той е един от отговорниците за създаването на катедра „Картография и ГИС“ в Софийския университет и е първият неин ръководител. През 1989 г. става доцент, а от 2005 г. е професор.